# ものまねタレント一覧
ものまねタレント一覧（ものまねタレントいちらん）は、ものまねタレント（主にテレビ番組やお笑いライブ、寄席などで物真似を専門とする、または得意とするお笑い芸人、タレント）の一覧である。

## 数字で始まる名前の芸人
- 360°モンキーズ

## ラテン文字で始まる名前の芸人
- Aries Spears
- ANZEN漫才
- ATSUKO（本名：久保田八千代)
- AYU
- BBゴロー
- Bro.KONE
- Charles Dickens
- Clay Jenkinson
- COWCOW
- Dana Carvey
- Darrell Hammond
- David Frye
- DON
- El Moreno Michael
- Frank Caliendo
- Gたかし
- Hal Holbrook
- Jay Jason
- Joe Wiegand
- JP
- HEY!たくちゃん
- HiBiKi
- Kevin Spacey
- KUMA
- Larry Storch
- MAB (マブ)
- Moin Akhter
- Mr.シャチホコ
- Mr.No1se
- NOモーション。
- R藤本
- Reggie Brown
- Rich Little
- Rory Bremner
- Ryu
- Seiko。
- Steve Bridges
- Stevie Riks
- TAIGA
- TAKASHI
- Take2
- Tina Fey
- X-GUN
- Val Kilmer
- Vaughn Meader
- Will Ferrell

## 日本語の文字で始まる名前の芸人
一部ローカルタレントを含む。

### あ行
- 相沢まき
- あいきけんた（旧芸名羽生ゆずらない）
- 青木隆治
- あかつ
- 暁月めぐみ
- 秋山竜次（ロバート）
- アキリーヌ・フランソワーズ
- アジアンビューティー
- あしべ
- あたりとしお
- アッキー
- アナログタロウ
- アマレス兄弟
- 有吉弘行
- あれ慎之助
- 暗黒天使
- アンチエイジ徳泉
- アンドーひであき
- アントキの猪木
- アントニオ小猪木
- あんも直想子
- いしいそうたろう
- 石川ことみ
- 石出奈々子
- イジリー岡田
- イチキップリン
- 一木ひろし
- 市原利夏
- いっこく堂
- 井手らっきょ
- いとうあさこ
- 伊藤広大（こりゃめでてーな）
- 井上マー
- 岩本恭生
- ウクレレえいじ
- 梅小鉢
- 英二
- 英太郎
- 英明
- 江戸家猫八
- 江戸家まねき猫
- エハラマサヒロ
- エリザベータ
- 遠藤章造（ココリコ）
- 欧漢声
- 大石まどか
- 大泉洋（TEAM NACS）
- おおともりゅうじ
- オードリー
- 大西ライオン
- 大橋光
- 大林健二（モンスターエンジン）
- 大山英雄
- 岡安章介（ななめ45°）
- 小川美佳
- 奥田修二（ガクテンソク）
- 小野正利
- オバアチャン
- おばたのお兄さん

### か行
- カール北川
- 影武者X
- カステラ一番
- 片岡鶴太郎
- 片岡鶴八(故人)
- 加藤高道
- 角川博
- かみじょうたけし
- ガリベンズ矢野
- 河合郁人（A.B.C-Z）
- 河口こうへい
- 神田聖子
- 神奈月
- きくりん
- 岸学（どきどきキャンプ）
- 木下隆行（TKO）
- キムコ
- 木村晃健
- キャベツ確認中
- キンタロー。
- くじら
- ぐっちゃん
- グッチ裕三
- くりぃむしちゅー
- 栗田貫一
- 黒豆田聖子
- 桑野信義
- けんずろう
- ケント・フリック
- 小石田純一
- 小出真保
- 高円寺パルサー
- 倖田未來
- 河本準一（次長課長）
- コージー冨田
- 古賀シュウ
- 小堺一機
- 小谷大輔
- こにわ
- こばやしけん太
- コピー美川
- ゴブリン
- こ☆まいける
- コロッケ
- コロンブス
- 紺野ぶるま
- 昆布ちゃん

### さ行
- 斎藤司（トレンディエンジェル）
- 齋藤ルミ子
- サウンドコピー
- 酒井直斗
- 酒巻輝男
- 坂本冬休み
- 桜 稲垣早希
- 桜井ちひろ
- 桜井長一郎
- 佐々木つとむ
- ザ・たっち
- サトニイ
- ザ・ニュースペーパー
- ザブングル
- サワー沢口
- ざわちん
- 三四六
- しあつ野郎
- ジーニー堤
- ジェニーいとう
- ジゴロー
- しのざき美知
- 篠塚満由美
- 島田ひでとし
- 清水アキラ
- 清水ミチコ
- 清水良太郎
- ジャガーズ
- ジャンみやがわ
- じゅんいちダビッドソン
- 翔子
- ショウショウ
- 城之内早苗
- 笑福亭笑瓶
- ジョーク東郷
- ジョージマン北
- ジョニー志村
- 白山雅一
- シンディー
- 末吉くん
- スギタヒロシ
- 鈴木寿永吉
- 鈴木つかさ
- 鈴木奈都
- 鈴木麻由
- スタスタローン
- すだちtoかぼす
- 関太（タイムマシーン3号）
- 関根勤
- 関根麻里
- セニョール玉置
- ゼンゴー
- 副島美咲
- そのまんま美川

### た行
- ダークホース山出
- タイガー福田（超新塾）
- 大平サブロー
- 大平シロー
- 太平まさひこ
- ダウソタウソ
- 高井佳佑（ガーリィレコード）
- 高田千尋
- 竹中直人
- 竹原ひろみ
- 田島直弥（アイデンティティ）
- 立川真司
- ダチョウ倶楽部
- 伊達みきお（サンドウィッチマン）
- 田中卓志（アンガールズ）
- 谷村仁司
- 楽しんご
- ダブルネーム
- タブレット純
- 玉城泰拙（セブンbyセブン）
- 民秋貴也
- たむたむ
- タモリ
- 俵山栄子
- ダンシング谷村
- 団しん也
- 団長安田（安田大サーカス）
- 長州小力
- 超特急ひかり
- チョコレートプラネット
- ツートン青木
- 土浦ーズ
- 椿鬼奴
- できたくん
- デビテツヤ
- 寺岡光盛
- テル
- とくこ
- どてちん岩ちゃん
- 轟進一
- トニーヒロタ
- 冨永みーな
- 知香
- 友近
- 寅人
- とんねるず

### な行
- 中川家
- なかじままり
- なかのよいこ
- 長浜之人（キャン×キャン）
- 中森あきない
- なだぎ武
- ナックルこうじ
- ななみなな
- 南州太郎
- 何ン田研二
- 南原清隆（ウッチャンナンチャン）
- 西尾夕紀
- 新田純一
- ニッチロー
- 二宮優樹
- 二輪明宏
- ノッチ（デンジャラス）
- ノブ&フッキー

### は行
- バーモント秀樹
- 博多華丸（博多華丸・大吉）
- ハギノリザードマン
- 橋本志穂
- 葉月パル
- バッファロー吾郎A
- 鳩山来留夫
- 花香よしあき
- はなわ
- 原一平
- 原俊作
- 原口あきまさ
- ハリウッドザコシショウ
- ハリウリサ
- ハリセンボン
- 春一番
- はるな愛
- ビジーフォー
- ビタミンS
- ビックスモールン
- ひでよしっと
- ビトタケシ
- ひびきわたる
- 日村勇紀（バナナマン）
- ビューティーこくぶ
- 広川ひかる
- ブーブートレイン
- 福下恵美
- 福島善成（ガリットチュウ）
- 福田彩乃
- 藤川なお美
- ふじきイェイ!イェイ!
- 藤崎マーケット
- 布施辰徳
- プチ・ブルース
- プラス・マイナス
- ブラボー!橋本
- プリティ長嶋
- ブルース・リィ
- ペレ草田
- ぺよん潤
- ほいけんた
- 星奈々
- 星乃泉水
- ホリ

### ま行
- まーな
- まいける井上
- マイケル・ウィンスロー
- マイコーりょう
- 前田健
- マキタスポーツ
- ますだおかだ
- 増谷キートン
- まちだあきこ
- まちゅ
- 松居直美
- 松浦航大
- 松下桂子
- 松永光代
- 松村和子
- 松村邦洋
- 松本明子
- マドカ
- まねだ聖子
- マルセ太郎
- マリア
- マリッジブルーこうもと
- マリリンジョイ
- 三浦唯歌
- 魅川憲一郎
- みかん
- 幹てつや
- 三木ヒロシ
- 三木ひろし
- 水江明博
- 水田かかし
- 水田竜子
- 満島ひかり
- みっちー
- ミニミニ長渕
- 三又又三
- 宮川大好
- ミラクルひかる
- 美留香
- むらせ
- めぐまりこ
- メルヘン須長
- メロディーきみえ
- もっぷん
- 森口博子
- 森進伍
- 森田拓馬
- モリタク!
- モリナオフミ（フラチナリズム）

### や行
- やしろ優
- 柳沢慎吾
- 八幡カオル
- 山口宇史（EE男）
- 山口智充（DonDokoDon）
- 山崎邦正
- 山下真治
- 山田邦子
- 山田健二
- 山寺宏一
- 山本高広
- 山本正剛（BAN BAN BAN）
- ゆうぞう
- ゆうたろう
- 勇次
- ゆうや佑哉
- ユリオカ超特Q
- 横澤夏子
- 吉川正洋（ダーリンハニー）
- 吉村明宏
- よっしー
- よっぴ
- よよよちゃん

### ら行
- ラパルフェ
- リトル清原
- 琉球トム・クルーズ
- りょう
- レアレア
- レイザーラモンRG
- レイパー佐藤
- レッツゴーよしまさ

### わ行
- 若井おさむ
- 渡辺直美